# Cotton Plateau
Cotton Plateau är en platå i Antarktis. Den ligger i Östantarktis. Australien gör anspråk på området.